# Paul von Thurn und Taxis
Paul Maximilian Lamoral Principe di Thurn und Taxis (nome tedesco completo: Paul Maximilian Lamoral Fürst von Thurn und Taxis) (Ratisbona, 27 maggio 1843 – Cannes, 10 marzo 1879) è stato un militare tedesco, fu il terzo figlio di Maximilian Karl, 6º Principe di Thurn und Taxis e della seconda moglie principessa Mathilde Sophie von Oettingen-Oettingen und Oettingen-Spielberg.
Fu sepolto nel Cimitero del Grand Jas, Allée du Silence no. 33 sotto il nome di Paul de Fels.

## Amicizia con Ludwig II di Baviera
Su richiesta di suo padre il re Massimiliano II di Baviera, fu nominato il 15 novembre 1861 luogotenente del 2º reggimento di artiglieria Bavarese e fu assegnato come ufficiale di giornata del principe ereditario Ludwig il 1º maggio 1863. Ludwig e Paul divennero amici intimi dopo aver trascorso tre settimane insieme a Berchtesgaden nel settembre 1863. Dopo l'ascesa al trono di Ludwig nel 1864, Paul fu promosso personale aiutante di campo del re il 18 gennaio 1865. Nei due anni seguenti, Paul von Thurn und Taxis divenne l'amico più intimo e confidenziale del monarca e con ogni probabilità il suo amante, il quale gli diede come soprannome "Fedele Friedrich".
Paul, tra l'altro, sembra tenesse un diario che però la famiglia distrusse. Ne abbiamo la prova in questa lettera a Ludwig, dalla quale traspare in modo cristallino l'affetto che scorreva tra i due:
(Desmond Chapman-Huston, pp. 94-95)
Paul e Ludwig avevano una passione in comune: Richard Wagner e il teatro, infatti in occasione del compleanno del monarca nel 1865, il compositore vestì Paul come Lohengrin e, dato che era dotato di una bellissima voce, fece un piccolo assolo nell'Alpsee vicino a Hohenschwangau su una barca trainata da un finto cigno.
Nel 1866 Richard Wagner venne esiliato da Monaco e se ne andò in Svizzera a Villa Triebschen e Paul venne spesso invitato, per ordine di Ludwig, dal compositore come scrisse egli stesso:
(Desmond Chapman-Huston, pp. 109-110)
Che l'amicizia di Ludwig verso Paul sia stata molto di più è presumibile sempre dalla lettere di Paul a Ludwig dove lo chiama 'Mio adorato Angelo' o anche 'Stella della mia Vita'. Ma questo amore idilliaco non durò a lungo infatti, sempre tramite le lettere di Paul, Ludwig sospettò che egli stesso non era al primo posto nel cuore di Paul, così decise di licenziarlo. Paul scrisse a Ludwig:
In nome di tutti i santi che cosa Ti ha fatto il Tuo Friedrich? Cosa ha detto perché nessuna mano, nessun buona notte, nessun Auf Wiedersehen lo favorisce? Come mi sento non lo posso dire; la mia mano tremante può mostrarTi la mia inquietudine interiore. Non intendevo ferirTi. Perdonami; sii ancora buono con me, temo il peggio – non posso sopportare questo. Possano i miei appunti raggiungere la riconciliazione. Amen! Perdona il Tuo infelice, Friedrich»
(Desmond Chapman-Huston, pp. 112-113)

## Matrimonio, rottura con la famiglia e morte
Il 7 novembre 1866 Paul lasciò il suo lavoro come aiutante di Campo e si trasferì nel reggimento di artiglieria. Ma a metà novembre 1866 Paul cominciò a bere senza limiti e fu in queste circostanza che conobbe l'attrice ebrea Eliza Kreuzer, dello Actien-Volkstheater, con la quale spese una notte in un locale..., e lui era talmente ubriaco per ricordare, il mattino seguente partirono ma alla fine di Dicembre 1866 gli disse che era il padre di suo figlio.
Nel gennaio 1867 Paul lasciò l'esercito bavarese per peculiari circostanze. Usando il cognome “Rudolphi”, Paul andò a Wankdorf vicino a Berna, in Svizzera, insieme a Eliza e il loro figlioletto Heinrich, dal nome del padre di Eliza, famoso cantante d'opera, che era nato il 30 giugno 1867.

## Ascendenza
|                                                   |                                                  |                                                  | Genitori                                               |  |  | Nonni |  |  | Bisnonni                                 |  |  | Trisnonni                                        |  |
|                                                   |                                                  |                                                  |                                                        |  |  |       |  |  | Karl Anselm, principe di Thurn und Taxis |  |  | Alexander Ferdinand, principe di Thurn und Taxis |  |
|                                                   |                                                  |                                                  |                                                        |  |  |       |  |  | Karl Anselm, principe di Thurn und Taxis |  |  | Alexander Ferdinand, principe di Thurn und Taxis |  |
|                                                   |                                                  | Sophie Christiane Luise von Brandenburg-Bayreuth |                                                        |  |  |       |  |  | Karl Anselm, principe di Thurn und Taxis |  |  |                                                  |  |
| Karl Alexander, principe di Thurn und Taxis       |                                                  |                                                  |                                                        |  |  |       |  |  | Karl Anselm, principe di Thurn und Taxis |  |  |                                                  |  |
|                                                   |                                                  | Auguste Elisabeth von Württemberg                | Karl I Alexander, duca del Württemberg                 |  |  |       |  |  |                                          |  |  |                                                  |  |
|                                                   |                                                  | Auguste Elisabeth von Württemberg                | Karl I Alexander, duca del Württemberg                 |  |  |       |  |  |                                          |  |  |                                                  |  |
|                                                   |                                                  | Auguste Elisabeth von Württemberg                | Maria Augusta von Thurn und Taxis                      |  |  |       |  |  |                                          |  |  |                                                  |  |
| Maximilian Karl, principe di Thurn und Taxis      |                                                  | Auguste Elisabeth von Württemberg                |                                                        |  |  |       |  |  |                                          |  |  |                                                  |  |
|                                                   |                                                  | Karl II, granduca di Meclemburgo-Strelitz        | Karl, principe di Mirow                                |  |  |       |  |  |                                          |  |  |                                                  |  |
|                                                   |                                                  | Karl II, granduca di Meclemburgo-Strelitz        | Karl, principe di Mirow                                |  |  |       |  |  |                                          |  |  |                                                  |  |
|                                                   |                                                  | Karl II, granduca di Meclemburgo-Strelitz        | Elisabeth Albertine von Sachsen-Hildburghausen         |  |  |       |  |  |                                          |  |  |                                                  |  |
| Therese zu Mecklenburg-Strelitz                   |                                                  | Karl II, granduca di Meclemburgo-Strelitz        |                                                        |  |  |       |  |  |                                          |  |  |                                                  |  |
|                                                   |                                                  | Friederike von Hessen-Darmstadt                  | Georg Wilhelm von Hessen-Darmstadt                     |  |  |       |  |  |                                          |  |  |                                                  |  |
|                                                   |                                                  | Friederike von Hessen-Darmstadt                  | Georg Wilhelm von Hessen-Darmstadt                     |  |  |       |  |  |                                          |  |  |                                                  |  |
|                                                   |                                                  | Friederike von Hessen-Darmstadt                  | Maria Luise Albertine zu Leiningen-Dagsburg-Falkenburg |  |  |       |  |  |                                          |  |  |                                                  |  |
| Paul von Thurn und Taxis                          |                                                  | Friederike von Hessen-Darmstadt                  |                                                        |  |  |       |  |  |                                          |  |  |                                                  |  |
|                                                   | Johann Alois II, principe di Oettingen-Spielberg | Anton Ernst, principe di Oettingen-Spielberg     |                                                        |  |  |       |  |  |                                          |  |  |                                                  |  |
|                                                   | Johann Alois II, principe di Oettingen-Spielberg | Anton Ernst, principe di Oettingen-Spielberg     |                                                        |  |  |       |  |  |                                          |  |  |                                                  |  |
|                                                   | Johann Alois II, principe di Oettingen-Spielberg | Maria Theresia zu Waldburg                       |                                                        |  |  |       |  |  |                                          |  |  |                                                  |  |
| Johann Alois III, principe di Oettingen-Spielberg | Johann Alois II, principe di Oettingen-Spielberg |                                                  |                                                        |  |  |       |  |  |                                          |  |  |                                                  |  |
|                                                   |                                                  | Maria Aloisia von Auersperg                      | Karl Joseph, principe di Auersperg                     |  |  |       |  |  |                                          |  |  |                                                  |  |
|                                                   |                                                  | Maria Aloisia von Auersperg                      | Karl Joseph, principe di Auersperg                     |  |  |       |  |  |                                          |  |  |                                                  |  |
|                                                   |                                                  | Maria Aloisia von Auersperg                      | Maria Josepha Trautson von Falkenstein                 |  |  |       |  |  |                                          |  |  |                                                  |  |
| Mathilde Sophie zu Oettingen-Spielberg            |                                                  | Maria Aloisia von Auersperg                      |                                                        |  |  |       |  |  |                                          |  |  |                                                  |  |
|                                                   |                                                  | Carl Philipp, principe di Wrede                  | Ferdinand Josef, barone di Wrede                       |  |  |       |  |  |                                          |  |  |                                                  |  |
|                                                   |                                                  | Carl Philipp, principe di Wrede                  | Ferdinand Josef, barone di Wrede                       |  |  |       |  |  |                                          |  |  |                                                  |  |
|                                                   |                                                  | Carl Philipp, principe di Wrede                  | Anna Katharina Jünger                                  |  |  |       |  |  |                                          |  |  |                                                  |  |
| Amalia von Wrede                                  |                                                  | Carl Philipp, principe di Wrede                  |                                                        |  |  |       |  |  |                                          |  |  |                                                  |  |
|                                                   |                                                  | Sophie von Wiser                                 | Friedrich Joseph, conte di Wiser                       |  |  |       |  |  |                                          |  |  |                                                  |  |
|                                                   |                                                  | Sophie von Wiser                                 | Friedrich Joseph, conte di Wiser                       |  |  |       |  |  |                                          |  |  |                                                  |  |
|                                                   |                                                  | Sophie von Wiser                                 | Johanna Agathe von Schweitzer                          |  |  |       |  |  |                                          |  |  |                                                  |  |
|                                                   |                                                  | Sophie von Wiser                                 |                                                        |  |  |       |  |  |                                          |  |  |                                                  |  |